# Wyrzyki (Łosice)
Pour les articles homonymes, voir Wyrzyki.
Wyrzyki (prononciation : [vɨˈʐɨki]) est un village polonais de la gmina de Stara Kornica dans le powiat de Łosice de la voïvodie de Mazovie dans le centre-est de la Pologne.
Il se situe à environ 5 kilomètres au nord-est de Stara Kornica (siège de la gmina), 12 kilomètres à l'est de Łosice (siège du powiat) et à 129 kilomètres à l'est de Varsovie (capitale de la Pologne).
Le village possède une population de 153 habitants en 2010.

## Histoire
De 1975 à 1998, le village appartenait administrativement à la voïvodie de Biała Podlaska.